# 方樟顺
方樟顺（1934年10月—2007年9月5日），男，浙江淳安人，中华人民共和国政治人物，曾任国家地震局局长、党组书记。

## 生平
1980年6月加入中国共产党。1955年自南京大学地质系毕业后，分配到中华人民共和国地质部中南地质局实习，一年后入职地质部河南省地质局，历任技术员、普查组长、大队技术负责人、河南省地质局地矿处主任工程师、河南省地质勘探公司技术总负责人、河南省地质局副总工程师、副局长。1982年10月，调任中华人民共和国地质矿产部科技司司长。1986年8月，任中华人民共和国地质矿产部副部长、党组成员。1988年7月，任国家地震局局长，1990年1月兼任中共国家地震局党组书记。1992年3月起，任中国人民政治协商会议第八届、第九届全国委员会委员。此外还先后兼任中国地质学会副理事长、中国国际减灾十年委员会常务副主任、中国地震学会会长、中国地质灾害学会副理事长。1995年9月，自国家地震局局长、党组书记职位上退下来后，继续担任全国政协委员，直到2004年10月退休。
2007年9月5日，方樟顺在北京病逝，享年72岁。